# Tobias Ludvigsson
Tobias Ludvigsson (22 de febrer de 1991) és un ciclista suec, professional des del 2011 al 2024. El seu darrer equip va ser el Q36.5 Pro Cycling Team. En el seu palmarès destaca la victòria a l'Étoile de Bessèges de 2014 i la segona posició als Tres dies de Flandes Occidental de 2013 i el Campionat de Suècia en contrarellotge del mateix any.
El seu germà Fredrik també es dedica al ciclisme professionalment.

## Palmarès en ruta
- 2008
  -  Campió de Suècia júnior en contrarellotge
- 2009
  -  Campió de Suècia júnior en contrarellotge
- 2011
  - 1r a la Hammarö 3-dagars i vencedor de 2 etapes
  - Vencedor d'una etapa al Tour de Normandia
  - Vencedor d'una etapa a la Volta a Turíngia sub-23
- 2012
  -  Campió de Suècia sub-23 en ruta
  -  Campió de Suècia sub-23 en contrarellotge
- 2013
  - 1r a Västboloppet
  - Vencedor de la classificació dels joves als Tres dies de Flandes Occidental
  - Vencedor de la classificació dels joves al Circuit de La Sarthe
- 2014
  - 1r a l'Étoile de Bessèges i vencedor d'una etapa
- 2017
  -  Campió de Suècia en contrarellotge
- 2018
  -  Campió de Suècia en contrarellotge
- 2019
  -  Campió de Suècia en contrarellotge

### Resultats al Giro d'Itàlia
- 2013. 112è de la classificació general
- 2014. Abandona (12a etapa)
- 2015. 83è de la classificació general
- 2016. 51è de la classificació general
- 2017. 85è de la classificació general
- 2019. 82è de la classificació general
- 2022. 102è de la classificació general

### Resultats a la Volta a Espanya
- 2014. 62è de la classificació general
- 2016. 52è de la classificació general
- 2017. 59è de la classificació general
- 2019. 44è de la classificació general
- 2021. 99è de la classificació general

### Resultats al Tour de França
- 2018. 74è de la classificació general

## Palmarès en ciclisme de muntanya
- 2009
  -  Campió d'Europa en Camp a través per relleus (amb Emil Lindgren, Matthias Wengelin i Alexandra Engen)